# Lista nagród i nominacji Taco Hemingwaya
Artykuł przedstawia listę nagród oraz nominacji zdobytych przez polskiego rapera Taco Hemingwaya.
15-krotnie nominowany do nagrody Fryderyka, w tym pięć razy laureat. Raz nominowany do nagrody Paszport Polityki. W latach 2015–2020 dziesięciokrotnie nominowany do nagrody Onetu, w tym dwa razy laureat. Dwunastokrotny nominant nagrody plebiscytu WuDoo/Hip-Hop, w tym trzy razy laureat. Dwa razy nominowany do nagród Yach Film, raz laureat.
Taco Hemingway zdobył łącznie 35 nagród w 129 nominacjach.

## Cover awArts
Cover awArts to nagroda przyznawana za najlepsze okładki książek, czasopism oraz albumów muzycznych.
| Rok  | Tytułem                           | Kategoria                   | Rezultat   |
| ---- | --------------------------------- | --------------------------- | ---------- |
| 2015 | Trójkąt Warszawski                | Najlepsze okładki płyt 2015 | 2. miejsce |
| 2015 | Umowa o dzieło                    | Najlepsze okładki płyt 2015 | Nominacja  |
| 2016 | Wosk                              | Najlepsze okładki płyt 2016 | Nominacja  |
| 2016 | Marmur                            | Najlepsze okładki płyt 2016 | Wygrana    |
| 2017 | Szprycer                          | Najlepsze okładki płyt 2017 | Wygrana    |
| 2018 | Soma 0,5 mg (w ramach Taconafide) | Najlepsze okładki płyt 2018 | Nominacja  |
| 2019 | Pocztówka z WWA, lato ’19         | Najlepsze okładki płyt 2019 | Nominacja  |

## Bestsellery Empiku
Bestsellery Empiku to plebiscyt kulturalny, który pokazuje, po jakie książki, płyty muzyczne oraz filmy najczęściej sięgali klienci sieci Empik.
| Rok  | Tytułem                           | Kategoria             | Rezultat  |
| ---- | --------------------------------- | --------------------- | --------- |
| 2019 | Soma 0,5 mg (w ramach Taconafide) | Muzyka Polska         | Nominacja |
| 2020 | Pocztówka z WWA, lato ’19         | Muzyka hip-hop        | Nominacja |
| 2021 | „Polskie tango”                   | Streaming             | Nominacja |
| 2024 | 1-800-Oświecenie                  | Rap i hip-hop         | Wygrana   |
| 2025 | Taco Hemingway                    | Artysta muzyczny roku | Nominacja |

## Fryderyk
Taco zdobył jedenaście nominacji do Fryderyka, w tym pięć razy wygrał plebiscyt. Muzyk ani razu nie zjawił się na gali i nie odebrał swoich nagród. Muzyk jako jedyny artysta wygrywał statuetkę trzy razy z rzędu w kategorii Album roku hip-hop oraz jest pierwszym raperem nominowanym w kategorii Utwór roku.
| Rok  | Tytułem                              | Kategoria                              | Rezultat  |
| ---- | ------------------------------------ | -------------------------------------- | --------- |
| 2016 | Umowa o Dzieło                       | Album roku hip-hop                     | Wygrana   |
| 2017 | Marmur                               | Album roku hip-hop                     | Nominacja |
| 2018 | Szprycer                             | Album roku hip-hop                     | Wygrana   |
| 2019 | Café Belga                           | Album roku hip-hop                     | Nominacja |
| 2019 | Soma 0,5 mg (w ramach Taconafide)    | Album roku hip-hop                     | Wygrana   |
| 2019 | „Art-B” (w ramach Taconafide)        | Przebój roku (nagroda publiczności)    | Nominacja |
| 2019 | „Kryptowaluty” (w ramach Taconafide) | Przebój roku (nagroda publiczności)    | Nominacja |
| 2019 | „Nowy kolor” (oraz Otsochodzi)       | Przebój roku (nagroda publiczności)    | Nominacja |
| 2019 | „Tamagotchi” (w ramach Taconafide)   | Przebój roku (nagroda publiczności)    | Nominacja |
| 2019 | Ekodiesel Tour (w ramach Taconafide) | Wydarzenie roku (nagroda publiczności) | Nominacja |
| 2020 | Pocztówka z WWA, lato ’19            | Album roku hip-hop                     | Wygrana   |
| 2021 | Jarmark                              | Album roku hip-hop                     | Nominacja |
| 2021 | „Polskie tango”                      | Utwór roku                             | Wygrana   |
| 2024 | Taco Hemingway                       | Artysta roku                           | Nominacja |
| 2024 | 1-800-Oświecenie                     | Album roku hip-hop                     | Nominacja |

## MTV Europe Music Awards
MTV Europe Music Awards nagroda przyznawana przez polską redakcję MTV podczas corocznego rozdania MTV Europe Music Awards w kategorii Najlepszy Polski Wykonawca. Taco otrzymał jedną nominację jako grupa Taconafide w 2018 roku.
| Rok  | Tytułem    | Kategoria                  | Rezultat  |
| ---- | ---------- | -------------------------- | --------- |
| 2018 | Taconafide | Najlepszy Polski Wykonawca | Nominacja |

## O!Lśnienia
Plebiscyt prowadzony przez portal internetowy Onet.pl. Muzyk nominowany dziesięć razy, w tym dwa razy laureat.
| Rok  | Tytułem                           | Kategoria          | Rezultat   |
| ---- | --------------------------------- | ------------------ | ---------- |
| 2016 | Umowa o Dzieło                    | Płyta roku         | Nominacja  |
| 2016 | Taco Hemingway                    | Najlepszy artysta  | Wygrana    |
| 2016 | „Następna stacja”                 | Najlepsza piosenka | 2. miejsce |
| 2016 | „6 zer”                           | Teledysk roku      | Nominacja  |
| 2017 | Marmur                            | Płyta Roku         | Nominacja  |
| 2017 | Taco Hemingway                    | Najlepszy Artysta  | 3. miejsce |
| 2017 | „Deszcz na betonie”               | Najlepsza Piosenka | Nominacja  |
| 2019 | Soma 0,5 mg (w ramach Taconafide) | Płyta Roku         | Nominacja  |
| 2020 | Pocztówka z WWA, lato ’19         | Płyta Roku         | Nominacja  |
| 2020 | Dawid Podsiadło i Taco Hemingway  | Muzyka Popularna   | Wygrana    |

## Paszport Polityki
Nagroda Paszport Polityki przyznawana przez tygodnik „Polityka”. Jest jedynym raperem, który był nominowany do tej nagrody.
| Rok  | Tytułem        | Kategoria        | Rezultat  |
| ---- | -------------- | ---------------- | --------- |
| 2016 | Taco Hemingway | Muzyka popularna | Nominacja |

## Popklliery
Nagroda przyznawana od 2019 roku za rok przeszły, od 2020 z podziałem na publiczność oraz gremium. Muzyk nominowany 42 razy, w tym 10 laureat.
| Rok  | Tytułem                                                            | Kategoria                               | Rezultat   |
| ---- | ------------------------------------------------------------------ | --------------------------------------- | ---------- |
| 2019 | Taconafide                                                         | Grupa/Duet roku                         | Wygrana    |
| 2019 | Soma 0,5 mg (w ramach Taconafide)                                  | Wydanie roku                            | Wygrana    |
| 2019 | Café Belga                                                         | Wydanie roku                            | Nominacja  |
| 2019 | „Tamagotchi (remix) (gość. Dawid Podsiadło)” (w ramach Taconafide) | Kooperacja roku                         | Nominacja  |
| 2019 | „8 kobiet (remix) (gość. Bedoes)” (w ramach Taconafide)            | Kooperacja roku                         | Wygrana    |
| 2019 | „Tamagotchi” (w ramach Taconafide)                                 | Teledysk roku                           | Nominacja  |
| 2019 | „Kryptowaluty” (w ramach Taconafide)                               | Teledysk roku                           | Nominacja  |
| 2019 | „Tamagotchi” (w ramach Taconafide)                                 | Singiel roku                            | Nominacja  |
| 2019 | „Fiji”                                                             | Singiel roku                            | Nominacja  |
| 2019 | Taco Hemingway                                                     | Raper roku                              | Nominacja  |
| 2019 | Soma 0,5 mg (w ramach Taconafide)                                  | Album roku                              | 3. miejsce |
| 2019 | Café Belga                                                         | Album roku                              | Nominacja  |
| 2020 | Trójkąt Warszawski                                                 | Album dekady - Gremium                  | Nominacja  |
| 2020 | Trójkąt Warszawski                                                 | Album dekady - Publiczność              | Nominacja  |
| 2020 | Soma 0,5 mg (w ramach Taconafide)                                  | Album dekady - Publiczność              | Nominacja  |
| 2020 | „Tamagotchi” (w ramach Taconafide)                                 | Singel dekady - Gremium                 | Nominacja  |
| 2020 | "6 zer"                                                            | Singel dekady - Gremium                 | Nominacja  |
| 2020 | Pocztówka z WWA, Lato '19                                          | Album roku - Publiczność                | Nominacja  |
| 2020 | Taco Hemingway                                                     | Raper roku - Publiczność                | Nominacja  |
| 2020 | Sokół (gościnnie: Taco Hemingway, PRO8L3M) – "Napad na bankiet"    | Kooperacja roku - Publiczność           | Wygrana    |
| 2020 | "W piątki leżę w wannie" (gościnnie: Dawid Podsiadło)              | Kooperacja roku - Publiczność           | Nominacja  |
| 2020 | Pocztówka z WWA, Lato '19                                          | Wydanie roku - Publiczność              | Nominacja  |
| 2021 | "Polskie tango"                                                    | Singiel roku - Gremium                  | 2. miejsce |
| 2021 | "Polskie tango"                                                    | Singiel roku - Publiczność              | 3. miejsce |
| 2021 | Taco Hemingway                                                     | Raper roku - Gremium                    | Nominacja  |
| 2021 | Taco Hemingway                                                     | Raper roku - Publiczność                | Nominacja  |
| 2021 | Taco Hemingway                                                     | Najlepsze Rapowe #hot16challenge2       | Nominacja  |
| 2022 | Taco Hemingway                                                     | Warszawski raper 30-lecia - Publiczność | Wygrana    |
| 2022 | Mata (gościnnie: Taco Hemingway) – "Kurtz"                         | Kooperacja roku - Publiczność           | Nominacja  |
| 2023 | club2020 (w ramach 2020)                                           | Kooperacja roku - Publiczność           | Wygrana    |
| 2024 | 1-800 Oświecenie                                                   | Album roku - Gremium                    | Nominacja  |
| 2024 | 1-800 Oświecenie                                                   | Album roku - Publiczność                | Wygrana    |
| 2024 | "Malibu Barbie" (w ramach 2020)                                    | Singiel roku - Publiczność              | Nominacja  |
| 2024 | Taco Hemingway                                                     | Raper roku - Gremium                    | Nominacja  |
| 2024 | Taco Hemingway                                                     | Raper roku - Publiczność                | Nominacja  |
| 2024 | 2020 (w ramach 2020)                                               | Grupa/Duet roku                         | Wygrana    |
| 2024 | Taco Hemingway                                                     | Liryczny raper roku                     | Nominacja  |
| 2024 | club2020 (w ramach 2020)                                           | Newschoolowy Album roku                 | Wygrana    |
| 2024 | "Gelato"                                                           | Teledysk roku                           | Nominacja  |
| 2024 | club2020 (w ramach 2020)                                           | Wydanie roku                            | Nominacja  |
| 2024 | 1-800 Oświecenie                                                   | Wydanie roku                            | Nominacja  |
| 2024 | "Malibu Barbie" (w ramach 2020)                                    | Kooperacja roku                         | Wygrana    |

## Spotify
Coroczne podsumowania statystyk serwis streamingowego Spotify, wyróżniające artystów o największej ilości odtworzeń w Polsce.
| Rok  | Tytułem                                              | Kategoria                 | Rezultat   |
| ---- | ---------------------------------------------------- | ------------------------- | ---------- |
| 2017 | Taco Hemingway                                       | Najpopularniejszy artysta | 2. miejsce |
| 2017 | Szprycer                                             | Najpopularniejszy album   | 3. miejsce |
| 2018 | Taco Hemingway                                       | Najpopularniejszy artysta | Wygrana    |
| 2018 | Taconafide                                           | Najpopularniejszy artysta | 3. miejsce |
| 2018 | „Tamagotchi” (w ramach Taconafide)                   | Najpopularniejszy utwór   | Wygrana    |
| 2018 | Soma 0,5 mg (w ramach Taconafide)                    | Najpopularniejszy album   | Wygrana    |
| 2018 | 0, 25 mg (w ramach Taconafide)                       | Najpopularniejszy album   | Nominacja  |
| 2018 | Szprycer                                             | Najpopularniejszy album   | Nominacja  |
| 2019 | Taco Hemingway                                       | Najpopularniejszy artysta | Wygrana    |
| 2019 | „Chłopaki nie płaczą” (oraz Bedoes i Kubi Producent) | Najpopularniejszy utwór   | Nominacja  |
| 2019 | Pocztówka z WWA, lato '19                            | Najpopularniejszy album   | 3. miejsce |
| 2020 | Taco Hemingway                                       | Najpopularniejszy artysta | Wygrana    |
| 2020 | „Polskie tango”                                      | Najpopularniejszy album   | 4. miejsce |
| 2023 | Taco Hemingway                                       | Najpopularniejszy artysta | Wygrana    |
| 2023 | "Malibu Barbie" (w ramach 2020)                      | Najpopularniejszy utwór   | Nominacja  |
| 2023 | 2115 (gościnnie: Taco Hemingway) – "Dresscode"       | Najpopularniejszy utwór   | Nominacja  |
| 2023 | club2020 (w ramach 2020)                             | Najpopularniejszy album   | 2. miejsce |
| 2023 | 1-800 Oświecenie                                     | Najpopularniejszy album   | 3. miejsce |

## WuDoo/Hip-Hop
Plebiscyt WuDoo/Hip-Hop nagroda przyznawana przez Polskie Radio Szczecin oraz stronę internetową Hip-hop.pl. Raper otrzymał dwanaście nominacji, trzy razy zwyciężył konkurs.
| Rok  | Tytułem                                   | Kategoria         | Rezultat  |
| ---- | ----------------------------------------- | ----------------- | --------- |
| 2016 | „6 zer”                                   | Singiel roku 2015 | Nominacja |
| 2016 | Umowa o dzieło                            | Rap Płyta 2015    | Nominacja |
| 2016 | Taco Hemingway                            | Artysta roku 2015 | Nominacja |
| 2017 | „Deszcz na betonie”                       | Singiel roku 2016 | Nominacja |
| 2017 | Wosk                                      | Rap Płyta 2016    | Nominacja |
| 2017 | Taco Hemingway                            | Artysta roku 2016 | Nominacja |
| 2018 | „Nowy kolor” (oraz Otsochodzi)            | Singiel roku 2017 | Nominacja |
| 2018 | Szprycer                                  | Rap Płyta 2017    | Wygrana   |
| 2018 | Taco Hemingway                            | Artysta roku 2017 | Wygrana   |
| 2019 | „8 kobiet” (w ramach Taconafide i Bedoes) | Singiel roku 2018 | Nominacja |
| 2019 | Soma 0,5 mg                               | Rap Płyta 2018    | Wygrana   |
| 2019 | Taconafide                                | Artysta roku 2018 | 3.miejsce |
| 2020 | Taco Hemingway                            | Artysta roku 2019 | Nominacja |
| 2020 | Pocztówka z WWA, lato ’19                 | Rap Płyta 2019    | Nominacja |

## Yach Film
Yach Film to nagroda przyzwana na jedynym w Polsce i jeden z niewielu w Europie festiwalu teledysków. Artysta nominowany dwa razy, raz zwyciężył plebiscyt.
| Rok  | Tytułem             | Kategoria          | Rezultat  |
| ---- | ------------------- | ------------------ | --------- |
| 2015 | „6 zer”             | Innowacja          | Nominacja |
| 2016 | „Deszcz na betonie” | Najlepszy teledysk | Wygrana   |

## Pozostałe
| Rok  | Kategoria                         | Tytułem                             | Nagroda           | Rezultat    | Źródło |
| ---- | --------------------------------- | ----------------------------------- | ----------------- | ----------- | ------ |
| 2015 | Najlepsze płyty roku 2015         | Umowa o dzieło                      | Wyborcza & Agora  | Nominacja   | [ 33 ] |
| 2015 | Najlepsze polskie płyty 2015      | Umowa o dzieło                      | BrandNewAnthem.pl | Nominacja   | [ 34 ] |
| 2016 | Człowiek Roku                     | Taco Hemingway                      | Wdechy 2015       | Wygrana     | [ 35 ] |
| 2016 | 10 najlepszych polskich płyt 2016 | Marmur                              | Newonce           | Nominacja   | [ 36 ] |
| 2018 | 10 najlepszych polskich płyt 2017 | Szprycer                            | Newonce           | Nominacja   | [ 37 ] |
| 2018 | 10 najlepszych polskich singli    | „Nostalgia”                         | Newonce           | Nominacja   | [ 38 ] |
| 2018 | 10 najlepszych polskich singli    | „Nowy kolor” (oraz Otsochodzi)      | Newonce           | Wygrana     | [ 38 ] |
| 2018 | Top 5 Singli                      | „Nowy kolor” (oraz Otsochodzi)      | Glam Rap          | Wygrana     | [ 39 ] |
| 2018 | Najlepszy hiphopowy teledysk      | „Nowy kolor” (oraz Otsochodzi)      | Interia Muzyka    | Wygrana     | [ 40 ] |
| 2019 | Raper roku                        | Taco Hemingway                      | Glam Rap          | Wygrana     | [ 41 ] |
| 2019 | Najbardziej wpływowi Polacy 2019  | Taco Hemingway oraz Dawid Podsiadło | Wprost            | 10. miejsce | [ 42 ] |